# Geai des pinèdes
Gymnorhinus cyanocephalus
Genre
Espèce
Synonymes
- Gymnokitta cyanocephala

Statut de conservation UICN

 VU A2bc+3bc+4bc : Vulnérable
Le Geai des pinèdes (Gymnorhinus cyanocephalus) est une espèce de passereaux de la famille des Corvidae, l'unique représentant du genre Gymnorhinus.

## Description
Le Geai des pinèdes ressemble à un petit corbeau par son comportement mais sa coloration est celle d'un geai bleuâtre. Son association avec les pins n'est partagée que par les casse-noix au sein de cette famille, sa nidification en colonie et ses narines nues que par le Corbeau freux adulte.
Le Geai des pinèdes mesure 25 à 28 cm. Il possède un bec noirâtre assez pointu et une queue courte mais des ailes assez longues. Son plumage est entièrement bleu terne, plus foncé sur la tête, plus pâle sur le croupion et plus vif sur la poitrine, le vertex et le front. La gorge blanchâtre est légèrement tachetée.

## Habitat
Il fréquente essentiellement les forêts de pins et de genévriers de l'ouest de États-Unis.

## Mode de vie
Cette espèce est très sociable, vivant souvent en colonies d'environ 200 individus. Une colonie de 500 individus a déjà été observée. Beaucoup d'oiseaux vivent toute leur vie dans leur colonie natale, ne s'en éloignant que pour de courts trajets.
A l'instar d'autres corvidés, le Geai des pinèdes a été étudié en éthologie pour sa capacité à créer des sociétés à dynamique de fission-fusion, notamment concernant la gestion des juvéniles dans le groupe social.

## Source
- Madge S. & Burn H. (1996) Corbeaux et Geais. Guide des Corbeaux, Geais et Pies du monde entier. Vigot, Paris, 184 p.